# 阿努古爾縣
阿努古爾縣是印度的一個縣，位於該國東部，由奧里薩邦負責管轄，面積6,232平方公里，海拔高度876米，識字率為78.96%，2011年人口1,271,703，人口密度每平方公里204人。

## 外部連結
- 官方网站
- Deulajhari
- Tikarapada
- （页面存档备份，存于） List of places in Anugul